# دیوید گیلمور
دیوید جان گیلمور CBE (انگلیسی: David Jon Gilmour؛ زادهٔ ۶ مارس ۱۹۴۶) گیتاریست، خواننده و ترانه‌نویس انگلیسی است که به‌عنوان عضو گروه راک پینک فلوید شناخته می‌شود. او در سال ۱۹۶۷، اندکی پیش از خروج عضو بنیان‌گذار یعنی سید برت، به این گروه پیوست. تا اوایل دههٔ ۱۹۸۰، پینک فلوید به یکی از پرفروش‌ترین و تحسین برانگیزترین هنرمندان تاریخ موسیقی تبدیل شده بود. پس از خروج راجر واترز از گروه در سال ۱۹۸۵، فعالیت پینک فلوید تحت رهبری گیلمور ادامه یافت و سه آلبوم استودیویی دیگر منتشر کرد. تا سال ۲۰۱۳ برآورد می‌شود که این گروه بیش از ۲۵۰ میلیون نسخه از آثار خود را در سراسر جهان به فروش رسانده باشد که در میان پرفروش‌ترین هنرمندان تاریخ قرار دارند.
گیلمور در تهیه آثار هنرمندان مختلفی مانند دریم آکادمی نقش داشته است. وی پنج آلبوم استودیویی انفرادی منتشر کرده است: دیوید گیلمور (۱۹۷۸)، عقب‌گرد (۱۹۸۴)، در یک جزیره (۲۰۰۶)، صدای آن قفل را در بیاور (۲۰۱۵) و شانس و عجیب (۲۰۲۴). سه آلبوم انفرادی او و شش آلبوم با پینک فلوید در صدر جدول آلبوم‌های بریتانیا قرار گرفته‌اند. وی همچنین در ساخت آثار اولیهٔ خواننده کیت بوش و کمک به او در یافتن قرارداد موسیقی نقش داشته است.
به عنوان یکی از اعضای پینک فلوید، نام گیلمور به تالار مشاهیر راک اند رول آمریکا در سال ۱۹۹۶ و تالار مشاهیر موسیقی بریتانیا در سال ۲۰۰۵ راه یافت. در سال ۲۰۰۳، گیلمور به دلیل خدماتش به موسیقی، نشان شوالیه والارتبهٔ امپراتوری بریتانیا را دریافت کرد. رولینگ استون در سال ۲۰۲۳ او را بیست و پنجمین گیتاریست بزرگ نامید.
گیلمور در پروژه‌های وابسته به موضوعاتی از جمله حقوق حیوانات، دفاع از محیط زیست، رفع بی‌خانمانی و فقر و نیز حقوق بشر مشارکت داشته است. او دو بار ازدواج کرده است و پدر هشت فرزند است. همسر وی، رمان‌نویس پالی سمسون، در بسیاری از ترانه‌های وی به‌عنوان ترانه‌سرا نقش داشته است. بر اساس گزارش ساندی تایمز، دارایی خالص گیلمور ۱۱۵ میلیون پوند است.

## زندگی
دیوید جان گیلمور در ۶ مارس ۱۹۴۶ در گرنتچستر در اطراف کمبریج به دنیا آمد. او از همان دوران کودکی به موسیقی علاقه داشت و با شنیدن Rock Around the Clock از ۱۳ سالگی نواختن گیتار را آموخت. برادر کوچکتر دیوید نیز در عرصهٔ موسیقی فعالیت دارد.
گیلمور مسلط به زبان فرانسه می‌باشد.
وی با سید برت بنیان‌گذار گروه پینک فلوید در دانشگاه کمبریج دوست بود و در سال ۱۹۶۸ جایگزین سید برت (که به علت مصرف زیاد ال‌اس‌دی دچار مشکل روانی شده بود) شد. در سال ۱۹۶۷ نیک میسون از دیوید گیلمور درخواست کرد تا به پینک فلوید ملحق شود. در اجراهای زنده و هنگامی که رفتارهای غیرعادی سید برت او را از نواختن بازمی‌داشت، دیوید گیلور به نواختن گیتار می‌پرداخت.
او در خوانندگی و آهنگسازی و نواختن گیتار و نوشتن متن موسیقی در گروه پینک فلوید نقش داشت. گیلمور بخاطر امور بشردوستانه و شرکت در خیریه‌ها در تمام طول دوران حرفه‌ای خود، شهرت یافته است. این هنرمند و عضو سابق گروه پینک فلوید، ۴ آلبوم انفرادی را تهیه و ضبط کرده و ۶ تک‌آهنگ را نیز در کارنامه فعالیت خود دارد.
گیلمور اکثر ترانه‌های آلبوم‌های خود را با کمک همسر خود پالی سمسون که یک روزنامه‌نگار و نویسنده می‌باشد سروده است.
گیلمور شخصیت بسیار خجالتی داشت به‌طوری‌که در سال‌های اول عضویت در پینک فلوید بیشتر در روی صحنه پشت به مردم گیتار می‌نواخت و می‌خواند.
مجله رولینگ استون در سال ۲۰۱۱ و در رده‌بندی ۱۰۰ نوازنده گیتار برتر تمامی دوران دیوید گیلمور را در رتبه ۱۴ قرار داد.
در سال ۲۰۰۷ خوانندگان مجلهٔ Guitar World تک‌نوازی‌های دیوید گیلمور را در ۳ اثر از پینک فلوید جزو ۱۰۰ تک‌نوازی برتر گیتار در جهان انتخاب کردند.
دیوید گیلمور در سال ۱۹۷۰درجریان تورپینک فلوید با همسر اول خود جینجر (ویرجینیا) که یک هنرمند می‌باشد آشنا شد. جینجر گیلمور آشنایی خود با دیوید گیلور را عشق در نگاه اول توصیف کرد. آن‌ها در سال ۱۹۷۵ با یکدیگر ازدواج کردند و صاحب ۴فرزند(۳ دختر و۱پسر) می‌باشند. در سال ۱۹۹۰ دیوید و جینجر گیلمور از یکدیگر جدا شدند. گیلمور در سال ۱۹۹۴ با پالی سمسون ازدواج کرد. حاصل این ازدواج ۴ فرزند(۳پسر و۱دختر) می‌باشد. پسر بزرگتر (چارلی گیلمور) پسر پالی سمسون و هیتکات ویلیامز می‌باشد که گیلمور او را به فرزند خواندگی پذیرفت. صدای چارلی در انتهای «امیدهای والا» شنیده می‌شود.
در سال ۲۰۰۹ میلادی، گیلمور مدرک دکترای افتخاری خودرا از دانشگاه آنگیلا راسکین دریافت کرد.
گیلمور یک آتئیست بوده و به زندگی پس از مرگ اعتقادی ندارد.
گیلمور بعد از سال‌ها در تاریخ ۱۷ شهریور ۱۴۰۳ آلبوم Luck and Strange (شانس و عجیب) را منتشر کرد. از نکات جالب این آلبوم همراهی دخترش  Romany به عنوان همخوان، نوازنده چنگ و خواننده اصلی قطعه Between Two Points می باشد. هم چنین گیلمور معتقد است که این آلبوم بهترین آلبوم ساخته شده وی بعد از Dark Side Of The Moon بوده است. 

## سبک موسیقایی

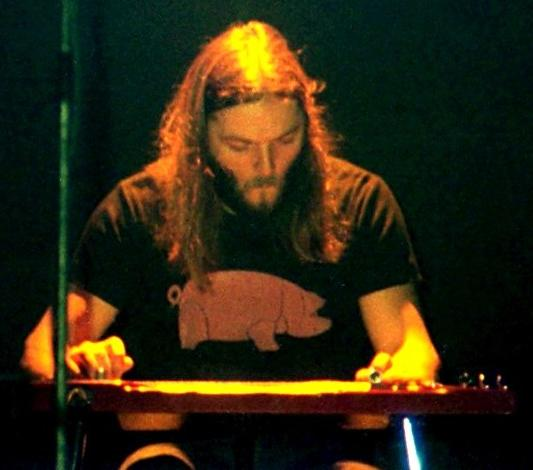
گیلمور در جوانی

گیلمور به عنوان یک لید گیتاریست شناخته می‌شود. سبک کلی سولوهای گیتار او از بلوز الهام گرفته و شامل نت‌های پرشور و رسا می‌شود. تکنیک وی در نواختن گیتار الکتریک همواره الهام بخش نوازندگان مطرح معاصر بوده است. در سال ۲۰۱۱، گیلمور به عنوان چهاردهمین گیتاریست برتر تاریخ از سوی مجله رولینگ استون برگزیده شد. در ژانویه ۲۰۰۷، خوانندگان گیتار ورلد سولوهای گیتار گیلمور در «بی‌حس و راحت»، «پول» و «زمان» را برای فهرست ۱۰۰ تک‌نوازی گیتار برتر تاریخ برگزیدند. («بی‌حس و راحت» رتبه ۴، «زمان» رتبه ۲۱ و «پول» رتبه ۶۲ را در این فهرست به خود اختصاص دادند).
در زمانی همکاریش با پینک فلوید، گیلمور از فندر استرتوکسترهای بسیاری استفاده نمود. او تک‌نوازی گیتارش در آجری دیگر در دیوار (بخش ۲) را در یک برداشت و بدون هیچ‌گونه ویرایش یا میکس بعدی، با استفاده از یک گیبسون لس پال و یک پیک‌آپ پی-۹۰ به ضبط رساند. در ۱۹۹۶، گیلمور به عنوان عضوی از پینک فلوید به تالار مشاهیر راک اند رول راه یافت. تک‌نوازی گیتار او در «بی‌حس و راحت» همواره و توسط نظرسنجی‌ها و نقدهای بسیاری به عنوان یکی از برترین‌ها در نوع خود شناخته شده است.
با این وجود که گیلمور به دلیل نواختن گیتار به شهرت رسید، اما یک نوازنده چندسازه چیره‌دست نیز هست. او در ترانه‌های پینک فلوید گاهی گیتار بیس، کیبورد، سینث‌سایزر، بانجو، لپ استیل، ماندولین، ساز دهنی نیز نواخته و در ترانهٔ «دومینوها» از پروژه شخصی سید برت به عنوان نوازنده درامز ظاهر شده است. او همچنین ساکسوفون نیز می‌نوازد.
منتقدان بسیاری گیلمور و سبک گیتارنوازی وی را تحسین نموده‌اند، منتقد موسیقی، آلن دی‌پرنا، گیلمور را، به عنوان بخش مهمی از موسیقی پینک فلوید، ستایش نمود. رولینگ استون گیلمور را در رتبه ۱۴ فهرست «۱۰۰ نوازنده گیتار برتر تمام دوران‌ها» ی خود قرار داد و دی‌پرنا وی را «حلقهٔ گمشده بین جیمی هدریکس و ون‌هیلن» و مهم‌ترین گیتاریست دههٔ ۷۰ لقب داد.
مصاحبه‌ای در سال ۲۰۰۶ با او ترتیب داده شد که گیلمور در این مصاحبه پیرامون سبک گیتارنوازی‌اش گفت: «انگشت‌های [من] صدای مشخصی تولید می‌کنند… [آن‌ها] خیلی سریع نیستند، اما فکر می‌کنم که به سرعت تشخیص می‌دهم… نوعی که ملودیها را می‌نوازم با چیزهایی مثل هنک ماروین و شدووز در ارتباط است».
در سال ۲۰۰۶، نویسندهٔ گیتار وورلد، جیمی براون، تکنیک گیتار نوازی گیلمور را «ساده ساخته شده، با ریف‌های عظیم، شجاعانه، به همراه سولوهایی با گام مناسب و پشتیبانی امبینت غنی» توصیف کرد. او در ادامه تک‌نوازی‌های گیلمور در «پول»، «زمان» و «خلسه دلپذیر» را مانند اشعهٔ لیزر در توده‌ای از مه دانست. او همچنین تک‌نوازی‌های گیلمور در «زمان» را این‌گونه توصیف کرد: «گیلمور به آرامی پیش می‌رود و ایدهٔ اولیه خود را قدم به قدم به سمت گام بالاتر پیش می‌راند.». گیلمور در مورد اینکه چگونه صدای منحصر به فرد گیتارش را ایجاد می‌کند می‌گوید: «من اغلب از یک فوز باکس، یک پدال دیلی و یک برایت ای‌کیو استفاده می‌کنم… [تا] نواختن را تقویت کنم… شما نیاز دارید تا بلند بنوازید-یا کمی بالاتر از آستانه شنوایی. برای من راحت‌تر است که… نت‌ها را به سوی شما خم کنم تا مانند یک تیغه برنده در شما فرورود.»

## ترانه‌شناسی
- دیوید گیلمور (۱۹۷۸)
- عقب‌گرد (۱۹۸۴)
- در یک جزیره (۲۰۰۶)
- صدای آن قفل را در بیاور (۲۰۱۵)
- شانس و عجیب (۲۰۲۴)